# Glen Ullin
Glen Ullin es una ciudad ubicada en el condado de Morton en el estado estadounidense de Dakota del Norte. En el censo de 2010 tenía una población de 807 habitantes y una densidad poblacional de 290,93 personas por km².

## Geografía
Glen Ullin se encuentra ubicada en las coordenadas 46°48′42″N 101°50′0″O / 46.81167, -101.83333. Según la Oficina del Censo de los Estados Unidos, Glen Ullin tiene una superficie total de 2.77 km², de la cual 2.69 km² corresponden a tierra firme y (2.99%) 0.08 km² es agua.

## Demografía
Según el censo de 2010, había 807 personas residiendo en Glen Ullin. La densidad de población era de 290,93 hab./km². De los 807 habitantes, Glen Ullin estaba compuesto por el 97.27% blancos, el 0% eran afroamericanos, el 0.5% eran amerindios, el 0.25% eran asiáticos, el 0.25% eran isleños del Pacífico, el 0.25% eran de otras razas y el 1.49% pertenecían a dos o más razas. Del total de la población el 0.37% eran hispanos o latinos de cualquier raza.